# Mirel Bolboașă
Mirel Georgian Bolboașă (sinh ngày 11 tháng 6 năm 1989) là một cầu thủ bóng đá người România thi đấu ở vị trí thủ môn cho Petrolul Ploiești.